# Mattstetten
Mattstetten ist eine politische Gemeinde im Verwaltungskreis Bern-Mittelland des Kantons Bern in der Schweiz.

## Geographie
Mattstetten liegt auf 516 m ü. M., 10 km nordnordöstlich der Kantonshauptstadt Bern (Luftlinie). Das Dorf erstreckt sich in der breiten von der Urtenen durchflossenen Senke zwischen dem Rapperswiler Plateau im Westen und den Molassehöhen des Bantigers im Südosten, im Schweizer Mittelland.
Die Fläche des 3,79 km² grossen Gemeindegebiets umfasst einen Abschnitt des zentralen Berner Mittellandes. Der grössere nördliche Gemeindeteil liegt in der kaum reliefierten Senke des Urtenentals, die im Osten von den Hauptverkehrssträngen der Eisenbahn und Autobahn zwischen Bern und Olten flankiert wird. Im Norden verläuft die Grenze über die Anhöhe Mattenbühl (529 m ü. M.). Nach Süden erstreckt sich der Gemeindeboden in einem schmalen Streifen über das Moos in die waldreiche Gegend von Röduberg (639 m ü. M.), Mattstettenberg (662 m ü. M.) bis auf den Kamm des Grauholzes, auf dem mit 740 m ü. M. der höchste Punkt von Mattstetten erreicht wird. Von der Gemeindefläche entfielen 1997 16 % auf Siedlungen, 34 % auf Wald und Gehölze, 39 % auf Landwirtschaft, und etwas weniger als 1 % war unproduktives Land.
Zu Mattstetten gehört das Neubauquartier im Grossacher westlich der Urtenen. Nachbargemeinden von Mattstetten sind, beginnend im Norden im Uhrzeigersinn,  Jegenstorf, Hindelbank, Bäriswil, Krauchthal, Bolligen und Urtenen-Schönbühl.

## Bevölkerung
Mit 586 Einwohnern (Stand 31. Dezember 2023) gehört Mattstetten zu den kleineren Gemeinden des Kantons Bern. Von den Bewohnern sind 97,1 % deutschsprachig, 0,7 % französischsprachig, und 0,5 % sprechen Niederländisch (Stand 2000). Die Bevölkerungszahl von Mattstetten belief sich 1850 auf 244 Einwohner, 1900 auf 256 Einwohner. Im Verlauf des 20. Jahrhunderts nahm die Bevölkerungszahl stetig zu; 1970 wurden 400 Einwohner gezählt.

## Politik
Bei den Nationalratswahlen 2023 betrugen die Wähleranteile in Mattstetten (in Klammern die Veränderung im Vergleich zu den Wahlen 2019 in Prozentpunkten): SVP 34,60 % (−5,24), SP 12,32 % (+1,78), Mitte 11,28 % (−2,18), glp 10,66 % (+5,00), Grüne 9,24 % (−2,97), FDP 7,52 % (−1,16), EVP 5,19 % (+0,31), EDU 4,10 % (+2,52), Piraten 2,3 % (+2,3), Weitere 2,79 % (−0,36).

## Wirtschaft
Mattstetten war bis in die zweite Hälfte des 20. Jahrhunderts ein vorwiegend durch die Landwirtschaft geprägtes Dorf. Noch heute haben der Ackerbau, der Obstbau sowie die Milchwirtschaft und die Forstwirtschaft einen wichtigen Stellenwert in der Erwerbsstruktur der Bevölkerung. Weitere Arbeitsplätze sind im lokalen Kleingewerbe und im Dienstleistungssektor vorhanden. In Mattstetten gibt es heute Betriebe der Informatik, des Karosseriebaus, des Transportgewerbes und eine Firma für Bedachungen. In den letzten Jahrzehnten hat sich das Dorf zu einer Wohngemeinde entwickelt. Viele Erwerbstätige sind deshalb Wegpendler, die hauptsächlich in der Agglomeration Bern arbeiten.

## Verkehr
Obwohl keine Durchgangsstrassen durch das Dorf führen, ist die Gemeinde verkehrstechnisch gut erschlossen. Die Hauptzufahrt erfolgt von Urtenen-Schönbühl. Der nächste Anschluss an die Autobahnen A1 (Bern–Zürich) und A6 (Bern–Thun) befindet sich rund 3 km vom Ortskern entfernt. Am 16. Juni 1857 wurde der Abschnitt Herzogenbuchsee–Bern der Bahnstrecke Olten–Bern mit einem Bahnhof bei Mattstetten eröffnet. Dieser wurde 1997 aufgehoben. In der ganzen Schweiz bekannt wurde Mattstetten als Beginn der Neubaustrecke Mattstetten–Rothrist im Rahmen von Bahn 2000, die im Dezember 2004 eröffnet wurde. Auch das Nordportal des Grauholztunnels liegt auf dem Gemeindegebiet.

## Geschichte
Die erste urkundliche Erwähnung des Ortes erfolgte 1201 unter dem Namen Mahtstetten. Später erschienen die Bezeichnungen Mattstetin (1231) und Matstetten (1257).
Seit dem Mittelalter bildete Mattstetten eine eigene kleine Herrschaft, die unter der Oberhoheit der Grafen von Kyburg stand. Die Herren von Mattstetten hatten bis 1426 die Niedere Gerichtsbarkeit inne, danach gab es verschiedene Besitzerwechsel. Unter Berner Oberhoheit (seit 1406) war das Dorf dem Landgericht Zollikofen zugeordnet. Nach dem Zusammenbruch des Ancien Régime (1798) gehörte Mattstetten während der Helvetik zum Distrikt Zollikofen und ab 1803 zum Oberamt Fraubrunnen, das mit der neuen Kantonsverfassung von 1831 den Status eines Amtsbezirks erhielt. Das Dorf besitzt keine eigene Kirche, es gehört zur Kirchgemeinde Jegenstorf-Urtenen.

## Sehenswürdigkeiten

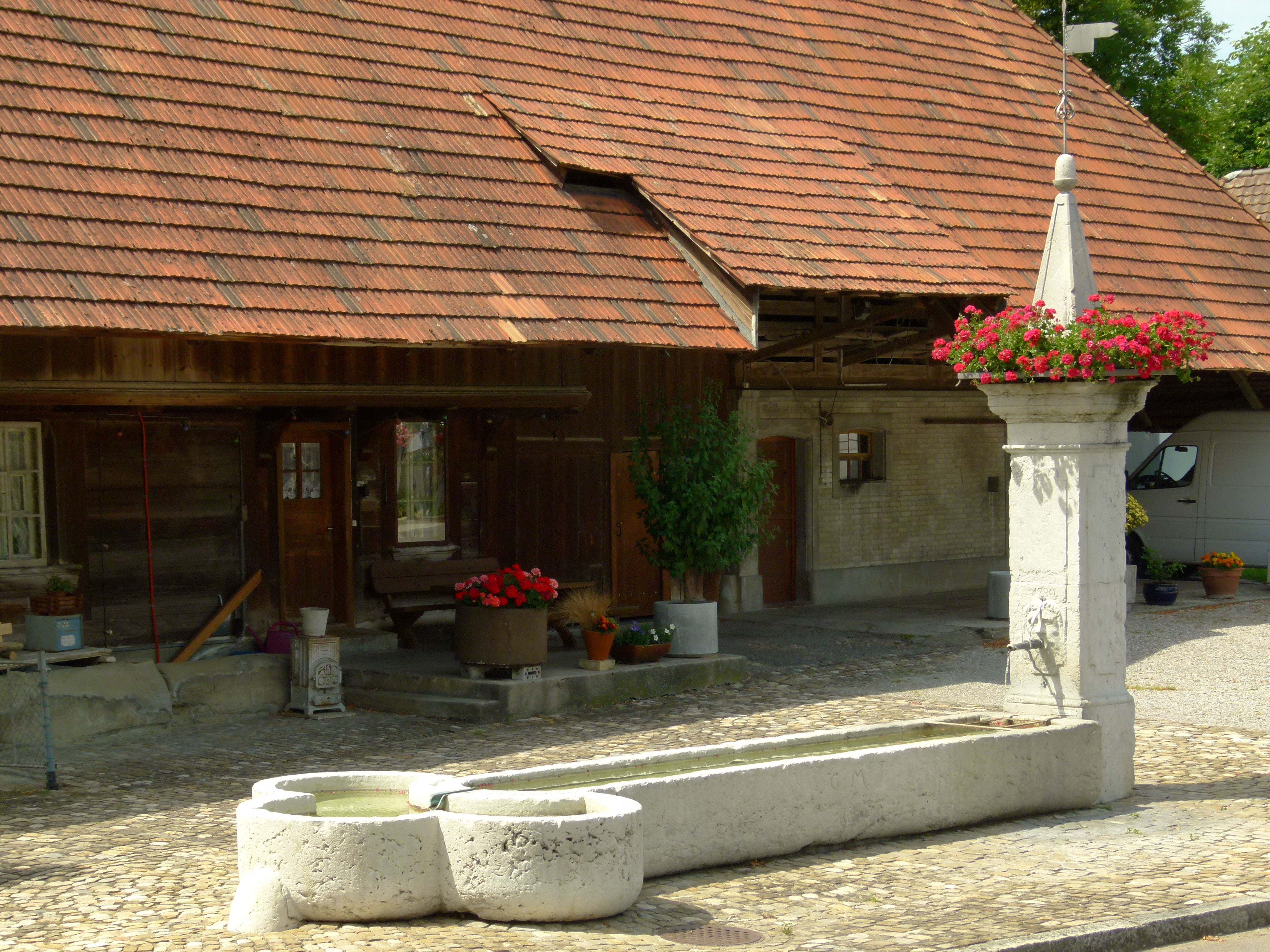
Dorfbrunnen Mattstetten

Mit seinen Bauernhäusern des bernischen Landstils aus dem 18. und 19. Jahrhundert hat Mattstetten ein Ortsbild von regionaler Bedeutung bewahrt. Auf dem Dorfplatz steht ein Kalksteinbrunnen mit Obelisk von 1780.